# Междени
Мèждени (срещано и като Междене) е село в Северна България, община Габрово, област Габрово.

## География
Село Междени се намира на около 9 km север-североизточно от центъра на град Габрово и 11 km запад-югозападно от Дряново. Разположено е в източната част на платото Стражата, към северния ѝ край, върху терен с общ наклон на югозапад. На около 1,5 km западно от селото тече в Стражанския пролом река Янтра. Надморската височина в центъра на Междени е около 570 m. До село Междени води общински път, който излиза на север от Габрово край десния бряг на Янтра, минава през село Джумриите, при село Мичковци прави връзка с третокласния републикански път III-5002 и продължава през село Узуните до Междени.
Населението на село Междени, наброявало 317 души при преброяването към 1934 г., намалява до 71 към 1992 г. и до 30 души (по текущата демографска статистика за населението) – към 2019 г.

## История
През 1995 г. дотогавашното населено място колиби Междени придобива статута на село..
Във фондовете на Държавния архив Габрово се съхраняват документи от съответни периоди на/за:
- Списък на фондове от масив „K“:

– Всестранна кооперация – с. Междене, Габровско; фонд 162; 1932 – 1955;
– Народно начално училище – с. Междене, Габровско; фонд 356K; 1896 – 1961;
- Списък на фондове от масив „С“:

– Народно начално училище – с. Междене, Габровско; фонд 339; 1944 – 1965.
В село Междени към 2018 г. има действащо читалище „Просвета – 1922“.

## Население
Преброяване на населението през 2011 г.
Численост и дял на етническите групи според преброяването на населението през 2011 г.:
|                     | Численост | Дял (в %) |
| Общо                | 37        | 100,00    |
| Българи             | 35        | 94,59     |
| Турци               | 0         | 0,00      |
| Цигани              | 0         | 0,00      |
| Други               | 0         | 0,00      |
| Не се самоопределят | 0         | 0,00      |
| Неотговорили        | 1         | 2,70      |

## Културни и природни забележителности
В селото има запазени стари къщи, някои на повече от 2 века, с основи от камък, с дървени тераси и покриви, покрити с каменни плочи. В околностите на селото цъфтят редки диви цветя – иглика и божур.